# Albertslund Golfklub
Albertslund Golfklub er en dansk golfklub i den vestlige del af Albertslund Kommune. 
Albertslund Golfklub blev stiftet 15. Februar 1979 og består af en 9-hullers bane, en driving range samt et øveområde til indspil og putting.
Klubhuset blev taget i brug i 2005.

## Ekstern henvisning
- Albertslund Golfklubs hjemmeside

| Sport | Spire Denne artikel om sport er en spire som bør udbygges. Du er velkommen til at hjælpe Wikipedia ved at udvide den. |

|  | Denne artikel om en bygning eller et bygningsværk kan blive bedre, hvis der indsættes et (bedre) billede. Du kan hjælpe ved at afsøge Wikimedia Commons for et passende billede eller lægge et op på Wikimedia Commons med en af de tilladte licenser og indsætte det i artiklen. |

55°40′46″N 12°19′26″Ø / 55.67957222°N 12.32381667°Ø